# Mbaye Diagne (Offizier)
Mbaye Diagne (* 18. März 1958; † 31. Mai 1994 in Kigali) war ein senegalesischer Armeeoffizier mit dem Rang eines Hauptmanns und Militärbeobachter der Vereinten Nationen während des Völkermords in Ruanda 1994. Während seines Einsatzes in Ruanda hatte er in nahezu pausenlosen Rettungsaktionen und unter hohem persönlichen Risiko zahlreiche Menschen retten können.
Er wuchs als frommer Muslim in einer elfköpfigen Familie am Stadtrand von Dakar auf. Nach dem Abschluss des Studiums an der Université Cheikh Anta Diop de Dakar trat er als Offizier in die senegalesische Armee ein. 1993 wurde er in die UNAMIR beordert, um die Friedenstruppe, die das Arusha-Abkommen durchsetzen sollte, als Militärbeobachter zu unterstützen. Er wurde in dem Hôtel des Mille Collines stationiert, einem Luxushotel in der ruandischen Hauptstadt Kigali.

## Der Einsatz in Ruanda
Der Genozid in Ruanda entbrannte in seinem vollen Ausmaß nach der Ermordung des ruandischen Präsidenten Juvénal Habyarimana in der Nacht zum 6. April 1994. Radikale Mitglieder der Hutuvolksgruppe, die zuvor Friedensverhandlungen mit der von Tutsis geführten Ruandischen Patriotischen Front torpediert hatten, begannen damit, einen zuvor ausgearbeiteten Plan zur Ermordung moderater Politiker umzusetzen. Am Morgen des 6. Aprils wurde die Ministerpräsidentin Agathe Uwilingiyimana zusammen mit ihrem Ehemann von Soldaten der Präsidentengarde umgebracht. Zehn belgische Blauhelmsoldaten, die zu ihrem Schutz abgestellt worden waren, wurden ebenfalls von ruandischen Soldaten getötet.
Mbaye Diagne erhielt die erste Nachricht von der Ermordung der Premierministerin von Menschen, die im Hôtel des Mille Collines Zuflucht suchten. Um weitere Informationen zu erhalten, begab sich Mbaye unbewaffnet zur Wohnung des Premiers, wo er die vier überlebenden Kinder von Agathe Uwilingiyimana fand. Dort wurde er von dem UNAMIR-Befehlshaber Roméo Dallaire angetroffen, der ebenfalls nähere Informationen zum Verbleib der Ministerpräsidentin herauszufinden suchte. Dallaire wies Mbaye an, auf einen Transportpanzer zu warten, der jedoch nicht eintraf. Es ist davon auszugehen, dass Mbaye die Kinder auf dem Rücksitz seines Jeeps zurück zum Hôtel des Mille Collines schmuggelte.
Obwohl es den UNAMIR-Angehörigen verboten worden war, direkt Zivilisten zu retten und in sicherere Zonen zu eskortieren, setzte Mbaye Diagne derartige Aktionen auf eigene Faust fort. Der Leiter der humanitären Operation in Ruanda äußerte sich hierzu mit den Worten: „Hier ist jemand, der aus der Reihe tanzt und [der General] wird ihn nicht maßregeln, da er das Richtige tut.“ Die Angaben zu der Zahl der von Mbaye Diagne geretteten Menschen variieren zwischen „mehreren Dutzend“ und „mindestens Hundert“. Da er bei seinen Rettungsaktionen zahlreiche Kontrollposten der ruandischen Armee und der Hutu-Milizen Impuzamugambi und Interahamwe passieren musste, transportierte Mbaye bei jeder Fahrt maximal fünf Flüchtlinge. Beim Passieren der Posten halfen ihm seine weitläufigen Kontakte und seine Fähigkeit, die Situation mit Witzen zu entspannen. In verschiedenen Fällen bestach er die Soldaten und Freischärler mit kleinen Geldsummen oder Zigaretten.
Am 31. Mai 1994 wurde der Jeep von Mbaye Daigne, als dieser mit einer Nachricht vom Stabschef der ruandischen Armee Augustin Bizimungu an Roméo Dallaire auf dem Rückweg in das UN-Hauptquartier in Kigali war, knapp von einer Mörsergranate verfehlt. Mehrere Granatsplitter durchschlugen jedoch das Heckfenster des Geländefahrzeugs, trafen Mbaye in den Hinterkopf und töteten ihn auf der Stelle. Die Granate war von der Ruandischen Patriotischen Front auf einen Kontrollposten der Ruandischen Streitkräfte abgefeuert worden.
Mbaye Daigne wurde mit vollen militärischen Ehren im Senegal bestattet. Er hinterließ eine Frau und zwei Kinder.

## Hauptmann-Mbaye-Diagne-Medaille

Illustration der Captain Mbaye Diagne Medal

Bandschnalle der Medaille

Am 8. Mai 2014 stiftete der Sicherheitsrat der Vereinten Nationen in der Resolution 2154 die Captain Mbaye Diagne Medal für außergewöhnliche Tapferkeit.